# Hur man slutar röka
Hur man slutar röka (originaltitel Quitters, Inc.) är en novell av den amerikanske författaren Stephen King. Den originalpublicerades 1978 i novellsamlingen Night Shift. Novellen handlar om en man som går till ett företag som garanterar att man slutar röka, men deras metoder är lite annorlunda.